# Weinfälschung

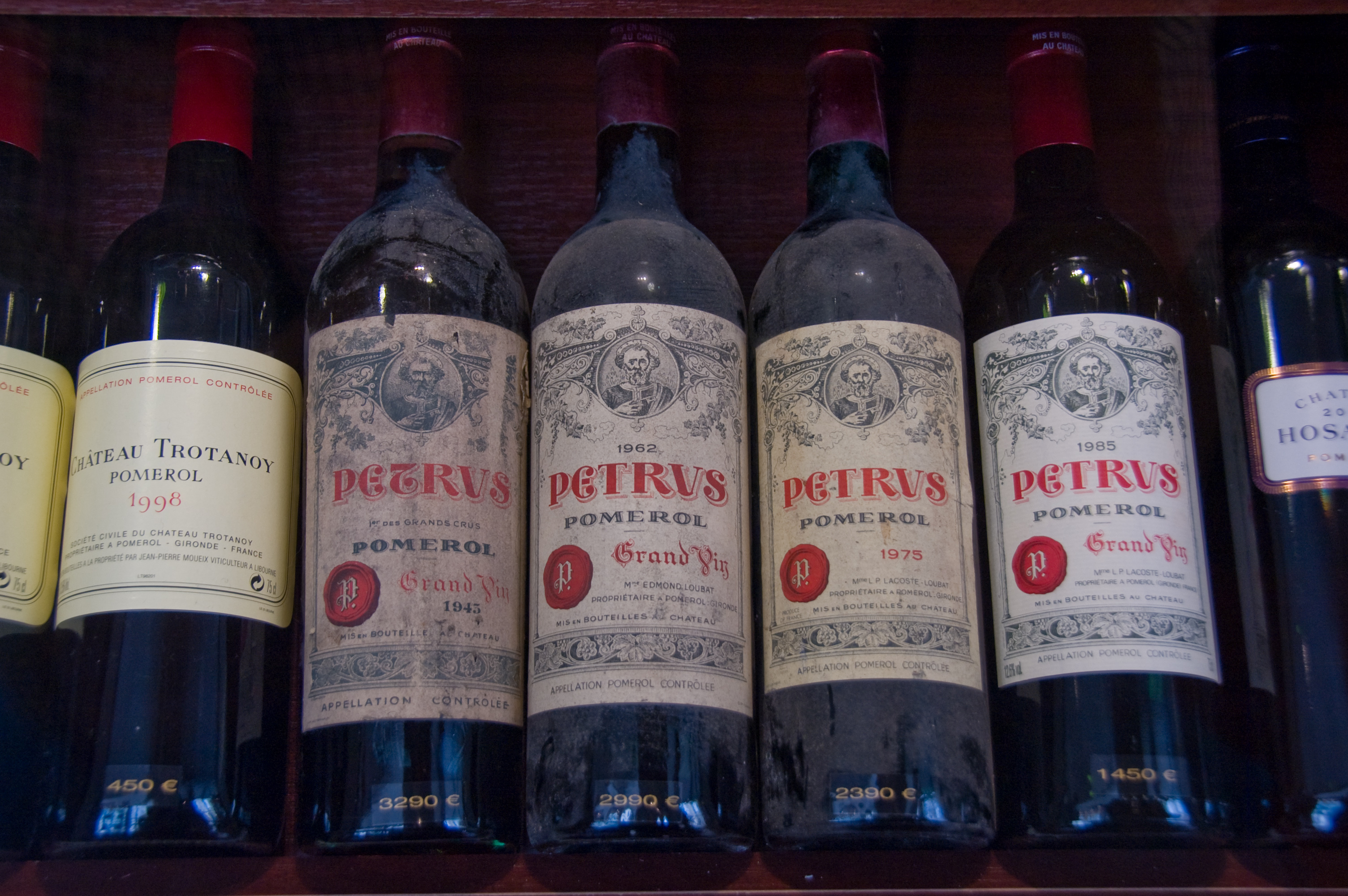
Château Pétrus gilt als Opfer häufiger Fälschungen.

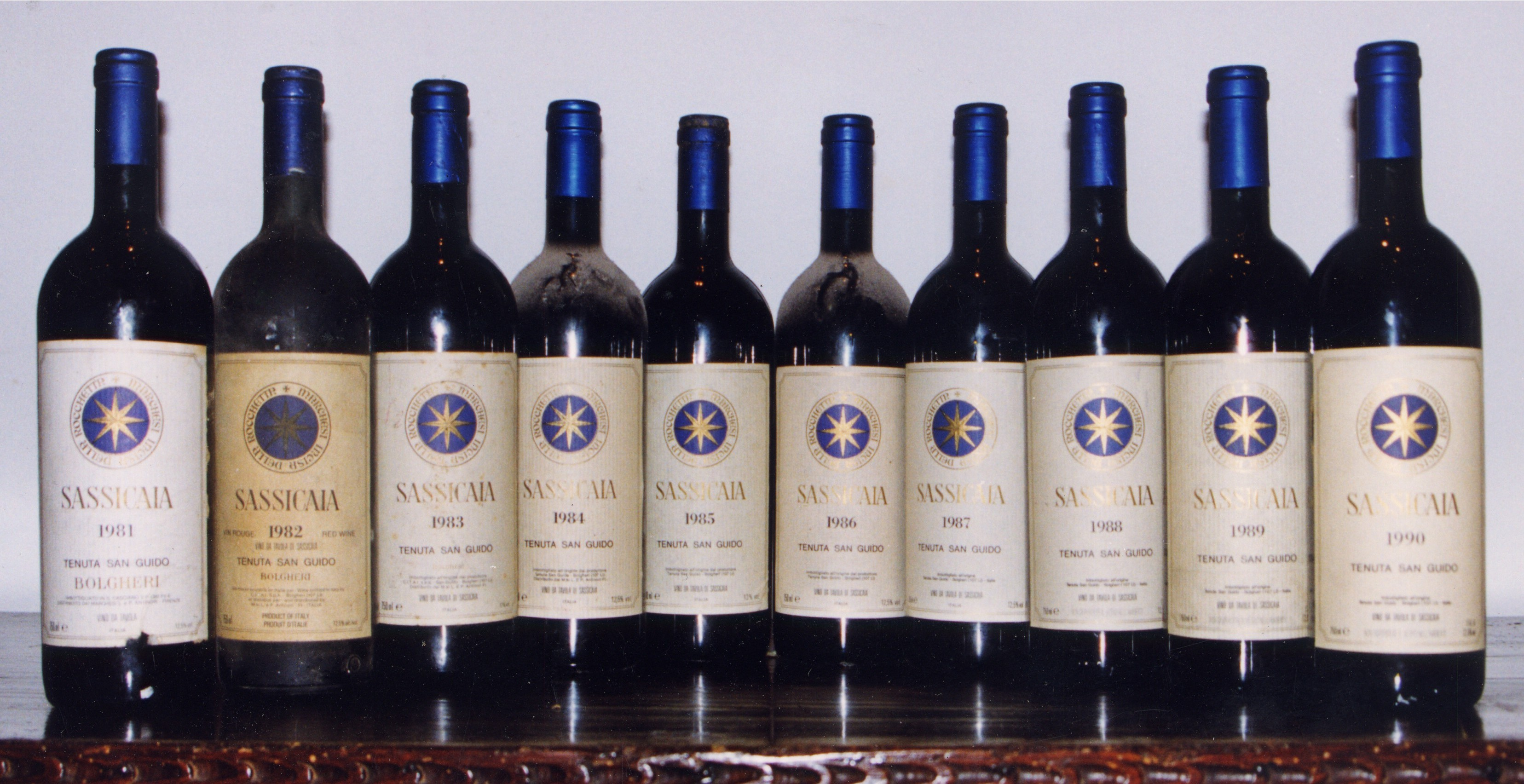
Auch Sassicaia wird plagiiert.

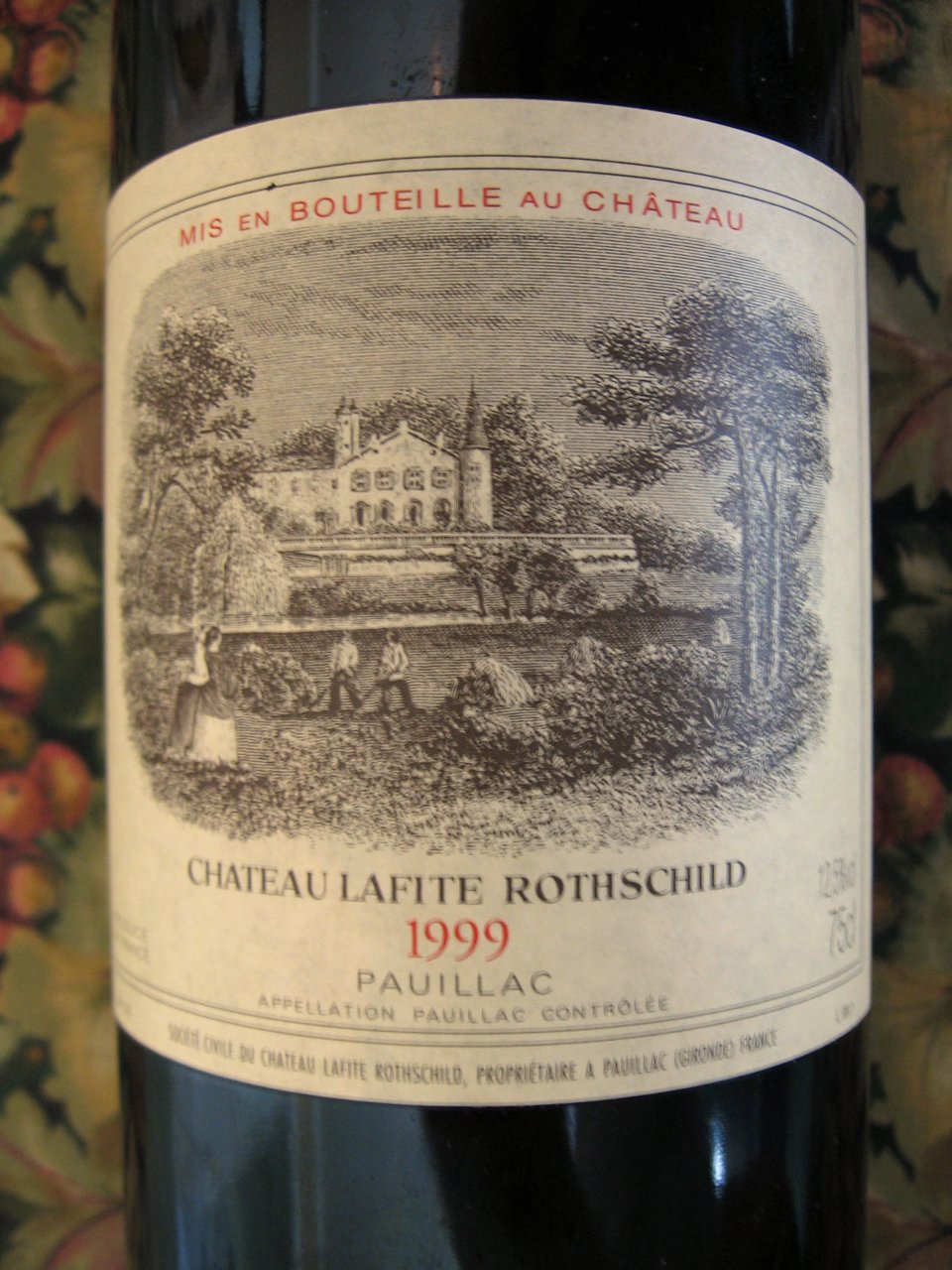
Bis zu 500 Dollar werden bereits für leere Lafite Flaschen gezahlt.

Eine Weinfälschung liegt dann vor, wenn ein Wein vorsätzlich und in betrügerischer Absicht falsch gekennzeichnet wurde – hinsichtlich seiner Identität, seiner Inhaltsstoffe und/oder seiner Herkunft. Betroffen von diesen Weinfälschungen sind in der Regel die renommierten Weingüter Frankreichs, Italiens und Deutschlands, aber auch Spitzenweingüter der Neuen Weinwelt. Junge Jahrgänge werden öfter gefälscht als reifere Jahrgänge.
Falsche Inhaltsstoffe können harmlose oder gefährliche Substanzen sein. Beispiele für erstere sind unter anderem Glycerin, Ethanol, Zucker, Säuren, Farbstoffe und Wasser. Gefährliche Stoffe können etwa die Süße erhöhende Stoffe wie Blei(II)-acetat und Diethylenglykol oder auch Methanol sein.

## Geschichte
Weinfälschungen existieren schon, seitdem es Weinbau gibt. Homer schrieb im 8. Jahrhundert v. Chr. neben der Schwefelung über das Versetzen des Weines mit Gewürzen und parfümierenden Stoffen, was damals allerdings noch nicht als Verfälschung galt. In seinem Werk De agri cultura verbreitete Marcus Porcius Cato der Ältere bereits etwa 150 v. Chr. Anleitungen zur Herstellung von Kunstwein. Auch Lucius Iunius Moderatus Columella gab in 12 Büchern vom Landbau Hinweise zur Bereitung von Kunstwein. Von Palladius ist das „Opus Agriculturae“ erhalten, in dem er Rezepte zur Schönung angibt. Alle diese Werke sind in einer Zeit entstanden, als die Weinherstellung nicht oder kaum reguliert war, insofern kann keine Betrugsabsicht unterstellt werden.
Was heute nach europäischen Maßstäben als Weinverfälschung gilt, war in Einzelfällen noch vor wenigen Jahrzehnten weithin geübte Praxis, wie zum Beispiel die Nasszuckerung nach Ludwig Gall. Auch heute sind einige Techniken in verschiedenen Ländern unterschiedlich geregelt. Drei Beispiele hierfür sind die gesetzlichen Bestimmungen bezüglich Anreicherung, Säuerung/Entsäuerung und Süßung, die noch heute innerhalb der EU in verschiedenen Weinbauzonen unterschiedlich geregelt sind. Ähnlich sind eine Reihe von heute noch üblichen Praktiken aus der Not entstanden oder ursprünglich Teil von Weinfälschungen gewesen. So war der Trierer Viez, heute ein Apfelwein, ehemals ein „Vice-Wein“ aus dem Zweitaufguss von bereits ausgepresstem Trester oder Treberrückständen.
Die heute völlig anerkannte Barriquetechnik hat ihre Ursprünge in dem Versuch, neuen Weinen einen edleren, älteren Geschmack durch das Zufügen von Eichenholzspänen oder die Umlagerung in alten Fässern zu geben. Ähnlich entstand der Portwein aus der Praxis, Wein während der Gärung Neutralalkohol hinzuzufügen, wodurch der Gärprozess gestoppt wurde und der Port deutlich länger lagerfähig wurde, auch während langer Seereisen.
Ein bekannter Fall von Weinfälschung war der Glykolwein-Skandal von 1985.
Die Fälschungsaktivitäten wurden in den letzten Jahren speziell durch extrem ansteigenden Austausch von und die gesteigerte Aufmerksamkeit zu Weinraritäten mittels Internethandel bzw. Internetversteigerungen getrieben. Die Suche nach Schnäppchen und nach alternativen Anlagen angesichts von geringen Zinsen auf dem Kapitalmarkt haben Wein-Investments auch von fach-fremden Anlegern gefördert. Das mit den Weinen verbundene Prestige wird auch mit dem jeweiligen Besitzer als vermeintlicher Weinkenner verknüpft.
Prestigeträchtiger Wein wird seit Jahrzehnten in großem Ausmaß gefälscht. Das amerikanische Magazin Wine Spectator sieht mit dem 2012 aufgedeckten Skandal um den „Weinhändler“ Rudy Kurniawan, genannt „Dr. Conti“ wegen seiner Affinität zur Domaine de la Romanée-Conti, nur die Spitze eines Eisbergs aufgedeckt.

## Entwicklung, Verbreitung und Ausmaß
Das Handelsblatt schätzt, dass selbst mit Original-Bordeauxweinen durchschnittlich elf Prozent Jahresrendite erzielt werden können. Genussmittel werden häufiger in Ländern gefälscht, in denen es nur dürftige oder gar keine Weinkontrolle gibt. Die Kontrollen im Weinsektor sind in der Verordnung (EG) Nr. 2729/2000 vom 14. Dezember 2000 geregelt.
Besonders fälschungsgefährdet sind Weine mit hohem Image und/oder Preis. In reichen Ländern sind Fälschungen von neuen teuren so genannten Lifestyle-Weinen am häufigsten. Die Aufdeckung einer Fälschung ist relativ unwahrscheinlich. Kaufzeitpunkt und Konsumanlass liegen zeitlich oft weit auseinander, so dass Fälscher meist wieder eine neue Identität angenommen haben. Zweifel über die Authentizität kommen in der Regel erst, wenn der Wein im Glas ist. Der Wein schmeckt oft zu jung im Vergleich mit dem auf dem Etikett angegebenen Jahrgang. Um ein gerichtsverwertbares Echtheitszertifikat ausstellen zu können, bedarf es zur Bewertung jahrelange Erfahrung, fundierte organoleptische Fähigkeiten und/oder der Analyse durch eine Isotopenuntersuchung im Vergleich mit der amtlichen EU-Weindatenbank. Erschwerend bei der Analyse ist der Einfluss unsachgemäßer Lagerung. Bei schlechter Lagerung, gegebenenfalls erkennbar am Füllstand der Flasche, kann der Inhalt verdorben sein.

## Herstellung
Als eine der Hauptursachen für das vermehrte Auftreten von Weinkopien gilt die Verbesserung der technischen Möglichkeiten zum Fälschen. Unkenntnis, hohe Preise für Nobelweine und eine fehlende eigene Expertise veranlassen den Konsumenten, häufig auch in Entwicklungs- und Schwellenländern, sich die Produkte außerhalb des gängigen Versorgungssystems zu organisieren. Dies führt zu Fällen, in denen in China bereits für leere Flaschen von Château Lafite-Rothschild 500 USD gezahlt werden, um diese mit zweifelhaftem Inhalt erneut verkaufen zu können. Das Fälschen von Lebensmitteln ist ein lukratives Geschäft, da der Bedarf hoch und die Produktionskosten gering sind. Das Herstellen von Fälschungen erfordert eine nur einfache Infrastruktur und kann somit beispielsweise in gewöhnlichen Haushalten oder in Hinterhöfen und Garagen stattfinden.
In vielen Ländern gehen die Hersteller von Fälschungen kaum Risiken ein, da die dort gesetzlich vorgesehenen Strafen – wenn überhaupt vorhanden – nur gering sind. Vorschriften zur Weinkontrolle sind selten und oft nur in den Herstellerländern ausgeprägt. In Ländern ohne dedizierte Weinkontrolle werden daher besonders häufig Fälschungen in Verkehr gebracht.

## Rolle des Internets
In den Industrieländern werden gefälschte Weine vor allem über das Internet angeboten und verkauft. Der Onlineversandhandel von Weinen boomt. Betrüger sind dabei jedoch schwer von seriösen Anbietern zu unterscheiden. Aufgrund der Umschlagshäufigkeit wissen die Verkäufer oft selber nicht, dass sie eine Fälschung besaßen.

## Gefahren für den Konsumenten
Im günstigsten Fall führt der regelmäßige Konsum von gefälschten Weinen zu keinerlei Beeinträchtigung oder nur zu einem Ausbleiben des emotionalen Nutzens. Es können aber auch unerwartete Nebenwirkungen, allergische Reaktionen oder eine Verschlechterung des Gesundheitszustandes auftreten. Im schlimmsten Fall können Weinfälschungen zu Blindheit und unter Umständen sogar zum Tode führen. Blei(II)-acetat, bekannt als Bleizucker, wurde trotz seiner Giftigkeit bis zum 19. Jahrhundert als Zuckerersatz (Defrutum) verwendet – insbesondere wurde Wein damit gesüßt.